# 個人主義 (小田和正のアルバム)
『個人主義』（こじんしゅぎ）は、2000年4月19日にリリースされた、小田和正のソロとして6作目のオリジナル・アルバム。発売元はBMGファンハウス、レーベルは小田和正の個人レーベル "Little Tokyo"（リトルトーキョー）。

## 解説
オリジナル・アルバムとしては、｢MY HOME TOWN｣（1993年）以来6年半ぶりに発売され、スポットCMには『緑の街』で主演を務めた渡部篤郎が出演した。また、コーラスには、山本潤子、佐藤竹善に加え、スターダストレビューが参加している。

## 収録曲
全曲作詞・作曲・編曲：小田和正
1. 忘れてた 思い出のように  –  (5:35)[1]
『世界ウルルン滞在記』（毎日放送）テーマ曲。
2. また、春が来る  –  (4:43)[1]
3. the flag  –  (4:16)[1]
4. woh woh  –  (3:57)[1]
JRAブランド広告 “最後の10完歩”篇イメージソング。
5. 青い空  –  (4:25)[1]
6. 君たちを忘れない  –  (3:58)[1]
NHKドラマ『必要のない人』主題歌。
7. はるかな夢  –  (3:52)[1]
8. 19の頃  –  (5:24)[1]
JRAブランド広告 “21世紀へ”篇イメージソング。
9. こんな日だったね  –  (4:24)[1]
日産エルグランドCMソング。
10. 風のように  –  (5:40)[1]
日産エルグランドCMソング。
1998年2月3日、東京国際フォーラムホールAで行われたライブを収録。
11. とくべつなこと  –  (4:18)[1]

## 演奏
- 小田和正
  - Vocals
  - Acoustic Guitar (#2)
- 木村万作：Drums (#1.3.5.7.8.9)
- ネイサン・イースト
  - Bass (#1.2.4.5.8.9.11)
  - Background Vocals (#9)
- ルイス・コンテ：Percussion (#1.2.3.5.7.8.9)
- 佐橋佳幸
  - Electric Guitar (#1.2.3.5.8.9)
  - Acoustic Guitar (#1.4.6.7.8.9.11)
- 園山光博
  - Sax (#1)
  - Background Vocals (#10)
- スターダストレビュー：Background Vocals (#1.3.8)
- 山本潤子：Background Vocals (#1.5.7.8.10)
- 望月英樹：Programming (#1-9.11)
- 金原千恵子ストリングス：Strings (#1.2.4.5.8.11)
- 山内薫
  - Bass (#3.6.7)
  - Background Vocals (#10)
- 栗尾直樹
  - Acoustic Piano (#3)
  - Keyboards & Background Vocals (#10)
- 稲葉政裕
  - Electric Guitar (#3.10)
  - Background Vocals (#10)
- 佐藤竹善：Background Vocals (#6.9)
- 鎌田裕美子：Accordion (#7)
- 佐々木史郎：Trumpet (#8)
- 木下智明・今滝真理子：Background Vocals (#10)